# 1941 في المغرب
تحتوي هذه المقالة على أهم الأحداث التي شهدتها المغرب في 1941، إضافة إلى أهم الشخصيات المغربية المولودة والمتوفية في هذه السنة.

## الحكم
- السلطان: محمد الخامس
- الحكم للإدارة الفرنسية في المغرب الحماية الفرنسية على المغرب 1912 - 1956.

- منطقة شمال المغرب وقتها كانت تحت حكم إسبانيا.
- المغرب الحالي وقتها كان سلطنة وليس مملكةـ كان يحكمها سلطان وليس ملك. وكان البلد يُسمى بلاد مراكش وليس المغرب.

## مواليد
- زينب فهمي، قاصة وكاتبة مغربية.
- فاطمة الركراكي، ممثلة مغربية.

## وصلات خارجية
- ا